# (378917) Stefankarge
(378917) Stefankarge est un astéroïde de la ceinture principale.

## Description
(378917) Stefankarge est un astéroïde de la ceinture principale. Il fut découvert le 28 octobre 2008 à Tzec Maun par Erwin Schwab. Il présente une orbite caractérisée par un demi-grand axe de 2,94 UA, une excentricité de 0,13 et une inclinaison de 5,5° par rapport à l'écliptique.
Il est nommé d'après l'astronome amateur allemand Stefan Karge.

## Compléments